# Josef Brandstetter
Josef Brandstetter (Vienna, 29 dicembre 1890 – Vienna, 25 marzo 1945) è stato un calciatore austriaco, di ruolo centrocampista.

## Carriera

### Club
Ha giocato dal 1911 al 1926 nel Rapid Vienna, nella prima divisione austriaca. E il fratello di Fritz Brandstetter.

### Nazionale
Prese parte alle Olimpiadi del 1912 con la Nazionale austriaca.

## Palmarès

### Club

#### Competizioni nazionali
- Campionato austriaco: 8

Rapid Vienna: 1911-1912, 1912-1913, 1915-1916, 1916-1917, 1918-1919, 1919-1920, 1920-1921, 1922-1923
- Coppa d'Austria: 2

Rapid Vienna: 1918-1919, 1919-1920